# Michael Hertz Associates
Michael Hertz Associates (MHA) — нью-йоркська фірма графічного дизайну, найбільш відома своїм дизайном карти нью-йоркського метро в 1979 році та системами покажчиків на станціях і вагонах метро, які ця карта створила. Карта 1979 року з деякими змінами використовується і сьогодні. Фірма спеціалізується на картах і екологічній графіці для систем громадського транспорту.

## Історія
Фірма була заснована в 1969 році Майклом Герцем (1932—2020). Їхня робота також включає багато інших транспортних проєктів у столичній зоні Нью-Йорка, а також карти основних систем транспорту, таких як Х'юстон, штат Техас, Вашингтон, округ Колумбія, та інші менші системи транспорту по всій території Сполучених Штатів.
Карта нью-йоркського метрополітену, яка замінила критично оцінений, але публічно непопулярний абстрактний дизайн Массімо Віньєллі, була надзвичайно популярною, оскільки являла собою одну з перших спроб поєднати чутливість дизайну абстрактної карти зі зручною, впізнаваною географією. традиційної карти. Хоча картографія трохи нагадує справжню географію Нью-Йорка, її ретельно та ретельно оброблено, щоб покращити розбірливість у густонаселених місцях. Значна частина роботи над дизайном була виконана художником і дизайнером Нобу Сіраїсі, який працював у MHA під час розробки цієї карти.
На додаток до роботи над транзитною системою, MHA також розробило широкий спектр карт і відповідних дизайнів для клієнтів, зокрема портової адміністрації Нью-Йорка та Нью-Джерсі, Центру військової історії армії США, Юридичного департаменту Нью-Йорка та інші клієнти в бізнесі, некомерційному та державному секторах. 
Компанія отримала багато нагород у сфері транзитного дизайну, в тому числі відзнаку Національного фонду мистецтв за досконалість дизайну. Їхні роботи були представлені на пересувній виставці Смітсонівського інституту та в посібнику Американської асоціації пасажирського транспорту про досконалість дизайну карт транзитних систем.

## Список використаних джерел
1. ↑  Hogarty, Dave (3 серпня 2007). Michael Hertz, Designer of the NYC Subway Map. Gothamist. Архів оригіналу за 18 серпня 2009. Процитовано 26 вересня 2018.
2. ↑  Genzlinger, Neil (25 лютого 2020). Michael Hertz — You've Surely Seen His Subway Map — Dies at 87. The New York Times. Процитовано 25 лютого 2020.
3. ↑  Rawsthorn, Alice (5 серпня 2012). The Subway Map That Rattled New Yorkers. The New York Times. Процитовано 26 вересня 2018.
4. ↑  Haberman, Clyde (14 грудня 2009). No W or Z? Mapmakers, Grab Your Pens. The New York Times. Процитовано 26 вересня 2018.